# 搭乗運用技術者
搭乗運用技術者（とうじょううんようぎじゅつしゃ、ミッションスペシャリスト、英語：Mission Specialist, MS）は、スペースシャトルの運用全般を担当し、船外活動（宇宙遊泳）やロボットアームの操作、打上げ帰還時の操縦手の補佐などを担当する宇宙飛行士のことであり、NASAの宇宙飛行士として扱われる。

## 搭乗運用技術者の資格を得た日本人
- 毛利衛（搭乗科学技術者でもある、日本人最初のシャトル搭乗者）
- 若田光一
- 土井隆雄（搭乗科学技術者でもある）
- 野口聡一
- 古川聡（シャトルでは飛行せず）
- 星出彰彦
- 山崎直子（STS-131で飛行、日本人最後のシャトル搭乗者）

## 搭乗運用技術者の資格を得た日系人
- エリソン・オニヅカ（Ellison Shoji Onizuka, 日本名：鬼塚 承次）（アメリカ空軍大佐でもある、日系人最初のシャトル搭乗者）